# Wola Raciborowska
Wola Raciborowska [pronunciación en polaco: /ˈvɔla ratɕibɔˈrɔfska/] es un pueblo ubicado en el distrito administrativo de Gmina Strzelce, dentro del Distrito de Kutno, Voivodato de Łódź, en Polonia central. Se encuentra aproximadamente a 8 kilómetros al norte de Kutno y a 58 kilómetros al norte de la capital regional Łódź.